# Arnold Schmitz
Pour les articles homonymes, voir Schmitz.
Arnold Schmitz (11 juillet 1893 au Sablon (aujourd'hui incorporé à Metz) - 1er novembre 1980 à Mayence) est un musicologue allemand. Chercheur enseignant, il a publié de nombreux travaux sur l'Histoire de la musique et plus particulièrement sur Bach et Beethoven.

## Biographie
Franz Arnold Schmitz voit le jour le 11 juillet 1893, à Metz-Sablon, une ville de garnison animée d'Alsace-Lorraine. Arnold Schmitz fait des études de musicologie à Munich, Berlin, puis à Bonn, où il obtient son doctorat en 1919.
Arnold Schmitz est nommé chargé de cours à l'Université de Bonn en 1921. Il enseigne parallèlement au Conservatoire de Dortmund à partir de 1925. Nommé professeur assistant à Bonn, en 1928, il est enfin nommé professeur de Musicologie, en 1929, à Breslau. De 1946 à 1961, Arnold Schmitz enseigne à l'université de Mayence, où il fonde l'institut de musicologie. De 1965 à 1967, Arnold Schmitz est par ailleurs professeur de musicologie à Bâle en Suisse.
Franz Arnod Schmitz décéda le 1er novembre 1980 à Mayence, en Rhénanie-Palatinat.

## Publications
ouvrages
- Ausgewählte Aufsätze zur geistlichen Musik, Paderborn : Schöningh, 1996 ;
- Die Bildlichkeit der wortgebundenen Musik Johann Sebastian Bachs, Laaber : Laaber-Verlag, 1980 (Mainz, Schott, 1950) ;
- Das romantische Beethovenbild, Darmstadt : Wissenschaftliche Buchgesellschaft, 1978 (Berlin u. Bonn 1927) ;
- Die Bildlichkeit der wortgebundenen Musik Johann Sebastian Bachs, Laaber : Laaber-Verlag, 1976 (Mainz, Schott, 1950) ;
- Die Bildlichkeit der wortgebundenen Musik Johann Sebastian Bachs, Mainz : Schott, 1950 ;
- Beethoven und die Gegenwart : Festschrift d. Beethovenhauses Bonn, Ludwig Schiedermair zum 60. Geburtstag, Berlin : Ferd. Dümmlers Verl, 1937 ;
- Beethoven, Bonn a. Rh. : Buchgemeinde, 1927 ;
- Das romantische Beethovenbild, Berlin : F. Dümmlers Verlh., 1927 ;
- Unbekannte Skizzen und Entwürfe, Beethoven, Ludwig van, Bonn : Verlag d. Beethovenhauses, 1924 ;
- Beethovens "zwei Prinzipe", Berlin : F. Dümmlers Verlh., 1923.

partitions
- Oberitalienische Figuralpassionen des 16 Jahrhunderts, Mainz : Schott, 1955 (Chor-Part).

## Sources
- Walther Killy, Rudolf Vierhaus : Schmitz, (Franz) Arnold, in Deutsche Biographische Enzyklopädie, Schlumberger - Thiersch, volume 9, K.G. Saur, Munich, 2008 (pp. 77-78).
- Walther Killy, Rudolf Vierhaus : Schmitz, (Franz) Arnold, in Dictionary of German biography: Schmidt - Theyer, volume 9, Verlag K. G. Saur, 2006 (p.36).